# NeXTcube
De NeXTcube is een desktopcomputer van het Amerikaanse bedrijf NeXT die werd uitgebracht op 18 september 1990.
De computer was de opvolger van de NeXT Computer en werd verkocht van 1990 tot 1993. Het uiterlijk van de machine heeft een kubusvorm en draait op het besturingssysteem NeXTSTEP. Men bracht enkele verbeteringen aan ten opzichte van de voorganger, zoals een snellere processor, een harde schijf en een floppydiskdrive.

## Technische specificaties
- Processor: Motorola 68040, kloksnelheid 25 MHz
- Werkgeheugen: 8 tot 64 MB
- Opslag: harde schijf van 105 MB tot 2,8 GB
- Floppydiskdrive: 2,88 MB
- Netwerk: 10BASE-T en 10BASE2 ethernet
- Beeldscherm: 1120×832 pixels, monochroom
- Uitbreiding: vier sleuven op het moederbord
- Afmetingen: 305 mm × 305 mm × 305 mm (l × b × h)

## Trivia
Tim Berners-Lee, uitvinder van het web bij CERN, gebruikte in december 1990 een NeXTcube als eerste webserver.